# Abd Allah ibn Abd al-Muttalib

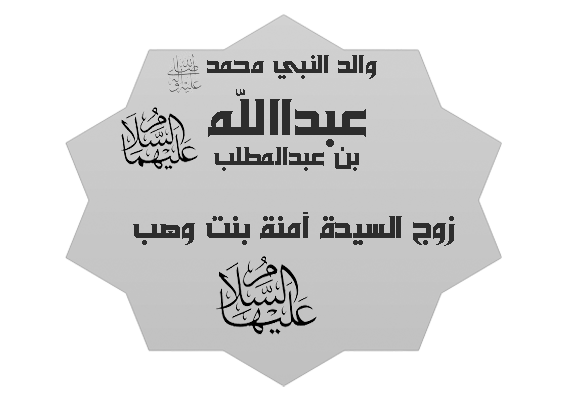
El nombre de Abdullah ibn Abd al-Muttalib en la caligrafía islámica.

Abd Allah ibn Abd al-Muttalib (en árabe, عبد الله بن عبد المطلب; n. La Meca, 545 - f. 570) fue el padre del profeta islámico Mahoma. Era hijo de Abd al-Muttalib y estuvo casado con Amina bint Wahb. Asimismo, era nieto de Hashim ibn Abd Manaf, hijo de Abd Manaf, que da nombre al clan de los hachemíes, rama de la tribu de Quraysh.

## Matrimonio
Su padre le escogió para esposa a Amina bint Wahb, la hija de Wahb ibn 'Abd Manaf, quien era nieto de Zuhrah, el hermano de su tatarabuelo Qusai ibn Kilab. Wahb había sido el jefe del clan Banu Zahra de la tribu de Quraysh, así como su miembro más antiguo y noble; sin embargo, había fallecido poco antes y Amina se convirtió en pupila de su hermano Wuhaib, quien lo había sucedido como jefe del clan.

## Fallecimiento
Poco después de su matrimonio, Abd Allah sería llamado a Palestina y as-Sham (actual Siria) para realizar un viaje en una caravana comercial, momento en el cual dejó embarazada a Amina. Abd Allah estuvo ausente por varios meses en Gaza. De regreso, se detuvo por un largo descanso con la familia de su abuela materna (Sahre bint Tahmur ibn Ubeyd ibn Qusai) en Medina, donde también vivían sus tíos maternos. Mientras estaba preparándose para unirse a la caravana a La Meca, se sintió enfermo. La caravana se marchó sin él y llevó noticias a La Meca sobre su enfermedad. Abd al-Muttalib envió inmediatamente a su hijo mayor Harith para acompañarlo en su viaje de retorno después de su recuperación; sin embargo, al llegar a Medina, Harith se enteró de que su hermano había fallecido y que había sido enterrado un mes después de la partida de la caravana a La Meca. Harith regresó a La Meca para anunciar la muerte de Abd Allah a su anciano padre y a su viuda Amina.

## Patrimonio
Abd Allah dejó cinco camellos, un rebaño de ovejas y cabras, y una enfermera esclava llamada Umm Ayman, quien debía cuidar de su hijo Mahoma. Su patrimonio no prueba que Abd Allah haya sido rico; pero, al mismo tiempo, no implica que haya sido pobre. Además, Abd Allah todavía era un joven capaz de trabajar y amasar una fortuna. Su padre seguía vivo y ninguna parte de su riqueza había sido transferida a sus hijos.